# Справжні оси
Справжні оси, складчастокрилі оси (лат. Vespidae) — родина перетинчастокрилих комах.
У XX столітті складчастокрилі оси поділялися на 3 самостійні родини: паперових Vespidae (з підродинами Vespinae, Polistinae, Stenogastrinae), квіткових ос, Masaridae (з підродинами Masarinae, Gayellinae, Euparagiinae) і поодиноких складчастокрилих ос, Eumenidae (з підродинами Raphiglossinae, Discoeliinae (Zethinae) та Eumeninae).
З 1990-х років більшість спеціалістів об'єднує всіх складчастокрилих ос в єдину родину Vespidae з підродинами Euparagiinae, Masarinae, Eumeninae, Stenogastrinae, Vespinae та Polistinae.

## Опис
Крила складаються вздовж спини. Колір черевця з послідовних чорних та жовтих смужок.

## Спосіб життя
Серед справжніх ос є види, представники яких ведуть поодинокий, так і суспільний спосіб життя (мають плодючих і неплодючих самиць — робітників) і ті, які будують складні гнізда з паперу (паперові оси). Підродини Polistinae та Vespinae складаються з суспільних видів, в той час як Eumeninae, Euparagiinae та Masarinae — це поодинокі оси; Stenogastrinae включає різні форми, які переходять від одиночних до соціальних форм.
Хижаки, харчуються (і вигодовують личинок) вбитими комахами (поодинокі оси) або пилком (квіткові оси), деякі види вживають в їжу також дрібних гризунів, геконів та дрібних птахів.

## Систематика й різноманіття
У Палеарктиці поширені представники підродин Masarinae, Eumeninae, Vespinae та Polistinae.
- Підродина Eumeninae
  - Рід Delta (Saussure, 1855)
  - Рід Discoelius (Latreille, 1809)
  - Рід Eumenes (Latreille, 1802)
  - Рід Pachodynerus (Saussure, 1875)
  - Рід Abispa
- Підродина Euparagiinae
  - Рід Euparagia Cresson, 1879
- Підродина Masarinae
  - Рід Celonites
  - Рід Ceramius
  - Рід Jugurtia
  - Рід Masarina
  - Рід Masaris
  - Рід Quartinia
- Підродина Polistinae
  - Рід Apoica (Lepeltier, 1836)[2]
  - Рід Brachygastra (Perty, 1833)
  - Рід Belonogaster (de Saussure, 1854)[3]
  - Рід Polistes (Latreille, 1802)
  - Рід Mischocyttarus (Saussure, 1853)
  - Рід Euparagia (Cresson, 1879)
  - Рід Polybia (Lepeletier, 1836)
  - Рід Charterginus (Fox, 1898)
  - Рід Chartergus (Lepeletier, 1836)
  - Рід Protolybia (Ducke, 1905)
  - Рід Pseudochartergus (Ducke, 1905)
  - Рід Synoecoides (Ducke, 1905)
  - Рід Epipona (Latreille, 1802)
  - Рід Synoeca (de Saussure, 1852)
  - Рід Metapolybia Ducke, 1905)
  - Рід Clypearia (de Saussure, 1854)
  - Рід Occipitalia Richards, 1978)
  - Рід Marimbonda (Richards, 1978)
  - Рід Parachartergus (R. Von Ihering, 1904)
  - Рід Leipomeles (Moebius, 1856)
  - Рід Nectarinella (Bequaert, 1938)
  - Рід Cartergellus (Bequaert, 1938)
  - Рід Pseudopolybia (Von Della Torre, 1894)
  - Рід Angiopolybia (Araujo, 1946)
  - Рід Agelaia (Ducke, 1910)
- Підродина Stenogastrinae
- Підродина Vespinae
  - Рід Vespa (Linnaeus, 1758)
  - Рід Dolichovespula (Rohwer, 1916)
  - Рід Vespula (Thomson, 1869)
  - Рід Provespa (Ashmead, 1903)